# Adam Hann-Byrd
Adam Hann-Byrd (New York, 23 febbraio 1982) è un attore statunitense.

## Biografia e carriera
Nato a New York, figlio di Jacquie Hann, una illustratrice e autrice di libri per bambini e Jeff Byrd, un direttore della fotografia americano. Nel 2004 si è diplomato all'Università Wesleyana nel Connecticut. Ha iniziato a recitare nel 1991. 
Nel 1995 è comparso in Jumanji interpretando la parte del giovane Alan. Inoltre è comparso in varie pellicole quali Diabolique e Tempesta di ghiaccio. Nel 1998 è comparso come Charlie Deveraux in Halloween - 20 anni dopo e nel 1999, in L'escluso. Dopo alcuni anni di pausa nel 2009 è tornato nel cinema interpretando il ruolo di Walker in Simone.

## Vita personale
Dal 2004 vive a Los Angeles e cura un blog di critica cinematografica intitolato "Two Cent Cinema" su blogspot.

## Filmografia
- Il mio piccolo genio (1991)
- Digger (1993)
- NYPD Blue (2 episodi, 1994)
- Jumanji (1995)
- Diabolique (1996)
- Souvenir (1996) - voce
- Tempesta di ghiaccio (The Ice Storm) (1997)
- Halloween 20 anni dopo (1998)
- Oltre i limiti (1 episodio, 1999)
- L'escluso (1999)
- Simone - cortometraggio (2009)